# Kazimiera Moskalówna
Kazimiera Moskalówna (ur. 1 stycznia 1908 w Krośnie, zm. 2 sierpnia 1977 tamże) – łódzka nauczycielka, turystka, działacz turystyczny Polskiego Towarzystwa Turystyczno-Krajoznawczego (PTTK).

## Studia i praca zawodowa
Ukończyła przed wojną Seminarium Nauczycielskie w Łomży, a po 1945 Wyższą Szkołę Gospodarstwa Wiejskiego w Łodzi, później geografię na Uniwersytecie Łódzkim.
Przed wojną była nauczycielką szkoły powszechnej we wsi Wygody k. Łomży, następnie w Nowogrodzie k. Łomży i w Grajewie.
Po wojnie nauczała geografię w liceach ogólnokształcących w Łodzi.

## Działalność społeczna w turystyce i harcerstwie
Była propagatorką i organizatorką turystyki wśród młodzieży szkolnej, prowadziła wycieczki, rajdy i obozy wędrowne. Do PTTK wstąpiła zapewne w 1969 (brak dokładnych danych) w powstałym w 1969 Oddziale Nauczycielskim PTTK w Łodzi.
W 1971 uzyskała uprawnienia Przodownika Turystyki Pieszej.
W czasie swej pracy w Grajewie w latach międzywojennych działała w ZHP. 
Zmarła 2 sierpnia 1977 w Krośnie i tam jest pochowana.

## Odznaczenia i wyróżnienia
- Honorowa Odznaka Miasta Łodzi
- Srebrna Honorowa Odznaka PTTK